# 乔石琼
乔石琼（1922年—1990年），女，上海人，中国计量技术专家，曾任中国计量测试学会副理事长，第四、五届全国人大代表。